# Nyikolaj Vasziljevics Pinyegin
Nyikolaj Vasziljevics Pinyegin (oroszul: Николай Васильевич Пинегин; Jelabuga, 1883. május 10. – Leningrád, 1940. október 18.) orosz sarkutazó, festő.

## Élete
Tanulmányait a Kazanyi művészeti iskolában végezte. Már gyermekkorában nagy álma az Északi-sark volt, és tudatosan készült erre az életre. 1905-ben indult először északra diáktársaival, azonban egyik társuk meghalt egy szerencsétlen balesetben, és így vissza kellett fordulniuk. 1906-ban a Mandzsúriát átszelő vasútvonal építésén dolgozott földmérőként. 1907-ben beiratkozott a Szentpétervári Művészeti Akadémiára, majd 1908-ban északra indult, hogy tanulmányokat fessen az Orosz-Észak tájairól, embereiről és életéről. Erről az útjáról írta első művét a Ajnov szigetek címmel.
1910-ben a képeiért kapott összegből elutazott Novaja Zemljára, és itt találkozott először Szedov kapitánnyal, akivel közös céljaik és elszántságuk révén hamar összebarátkoztak. 1912-ben közösen nekifogtak egy kutyaszán-expedíció megszervezésének, amellyel az Északi-sarkot tervezték elérni. A cári kormányzat nem támogatta őket, ezért kénytelenek voltak az expedíciót más forrásokból felszerelni. 1912–1913-ban a kedvezőtlen jégviszonyok miatt csak a Ferenc József-földig jutottak, és 1914-ben Szedov kapitány szánexpedíciója tragikus véget ért. 
A túlélők visszatértek Arhangelszkbe. 1916-ban Pinyegin befejezte tanulmányait az Akadémián, majd az első világháború további éveiben Szevasztopolba került a Fekete-tengeri flottához. Az első világháborút követően festészetből élt. 1924-ben visszatért Novaja Zemljára, és a Matocskin Sar-szorosban a vezetésével felépítették az első szovjet tudományos sarkkutató állomást. Ez volt az első expedíció, ahol a szovjetek hidroplánt használtak a sarkvidéki területek feltérképezésére. 1928-ban azt a megbízást kapta, hogy építsen egy állandó geofizikai állomást az Új-szibériai-szigeteken. 1930-tól Leningrádban dolgozott az Északi-sark élővilágát és felfedezésének történetét bemutató múzeumban. 1931-ben részt vett a Maligin jégtörőn a Ferenc József-földre vezetett expedícióban. Itt találkozott először Papanyinnal, aki később úttörő munkát végzett a központi sarki medence feltárásában. 
1940. október 18-án halt meg Leningrádban.

## Magyarul megjelent művei
- Kalandozások a sarkvidéken; ford. Terényi István; Művelt Nép Könyvkiadó, Bp., 1954
- N.V. Pinyegin: Kalandozások a sarkvidéken, Művelt Nép Könyvkiadó, 1958